# Vénus de Moravany
La Vénus de Moravany est une statuette féminine préhistorique datant du Paléolithique supérieur, découverte en Slovaquie. Le terme de Vénus résulte d'un usage, bien que la fonction des statuettes de ce type prête à de nombreux débats.

## Description
Cette statuette, haute de 7,5 cm environ, a été sculptée dans l'ivoire d'une défense de mammouth, qui s'est fossilisé par la suite.
Cette statuette représente une femme nue, en position debout. La tête et le bas des jambes sont manquants, ainsi que les bras. Les seins sont proéminents, les hanches larges et le ventre prononcé. Le nombril est clairement indiqué ainsi que le sexe.

## Datation
Le contexte archéologique de l’œuvre n'est pas connu. La statuette est datée d'environ 22 800 ans avant le présent, par datation par le carbone 14,,. La statuette est attribuée au Gravettien.

## Localisation
Sa provenance annoncée est le lieu-dit de Podkovica, sur la commune de Moravany nad Váhom, en Slovaquie. Ce secteur a fourni de nombreux gisements archéologiques du Paléolithique supérieur.

## Historique
En 1959, l'archéologue Juraj Bárta cite une lettre du 15 octobre 1958 où un autre archéologue, Lothar Zotz, qui a fouillé à plusieurs reprises à Moravany nad Váhom, évoque la statuette qu'il aurait acquise pendant la Seconde Guerre mondiale.
Un fermier aurait trouvé la statuette avant guerre puis l'aurait vendue à une autre personne qui l'aurait elle-même cédée à Lothar Zotz, dans la station thermale de Piešťany, proche de Moravany et fréquentée par des collectionneurs.
Ayant des doutes sur l'authenticité de la statuette, Lothar Zotz avait gardé sa découverte pour lui, avant de l'envoyer à Paris à un spécialiste de l'art préhistorique, Henri Breuil, qui l'a estimée authentique.
En 1967 une étude scientifique menée par le biologiste et paléontologue tchécoslovaque Florian Heller conclut à l'authenticité de l’œuvre, l'ivoire ayant été taillé avant sa fossilisation. En 1968, cette étude ainsi qu'un texte de Lothar Zotz sur la statuette ont été publiés,.